# Nó-Ulo
Nó-Ulo (Noulo, No Ulo) ist eine osttimoresische Aldeia im Suco Suro-Craic (Verwaltungsamt Ainaro, Gemeinde Ainaro). 2015 lebten in der Aldeia 183 Menschen.

## Geographie und Einrichtungen
Die Aldeia Nó-Ulo bildet den Norden des Sucos Suro-Craic. Südlich befindet sich die Aldeia Ria-Mori. Im Westen grenzt Nó-Ulo an den Suco Ainaro, im Norden an den Suco Soro und im Osten an den zum Verwaltungsamt Hato-Udo gehörenden Suco Leolima. Die Grenze zu Leolima bildet der Belulik, die Grenze zum Suco Ainaro der Maumall, eine Nebenfluss des Belulik.
Die Besiedlung der Aldeia gruppiert sich an der einzigen Straße, die das Zentrum durchquert. An der Grenze im Norden liegt das Dorf Orema. Der Hauptort Nó-Ulo liegt etwas südlich und reicht bis zu Brücke Kiik Nó-Ulo, die auch die Südgrenze der Aldeia markiert. Zwischen Ortszentrum und Brücke befindet sich der Friedhof der Aldeia.